# Terroranschlag in Tel Aviv am 1. Oktober 2024

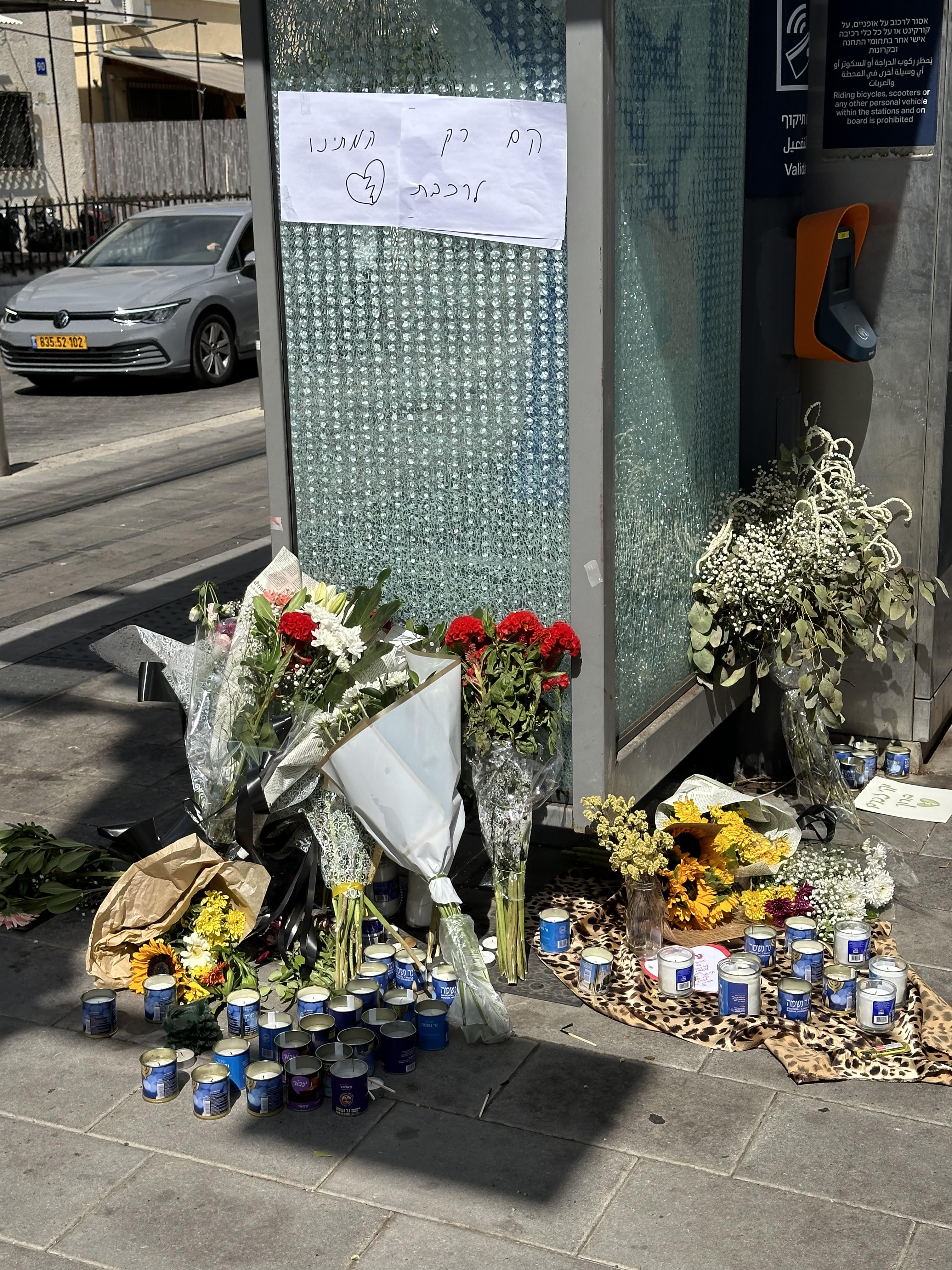
Provisorische Gedenkstätte an der Stadtbahnstation Ehrlich in Jaffa

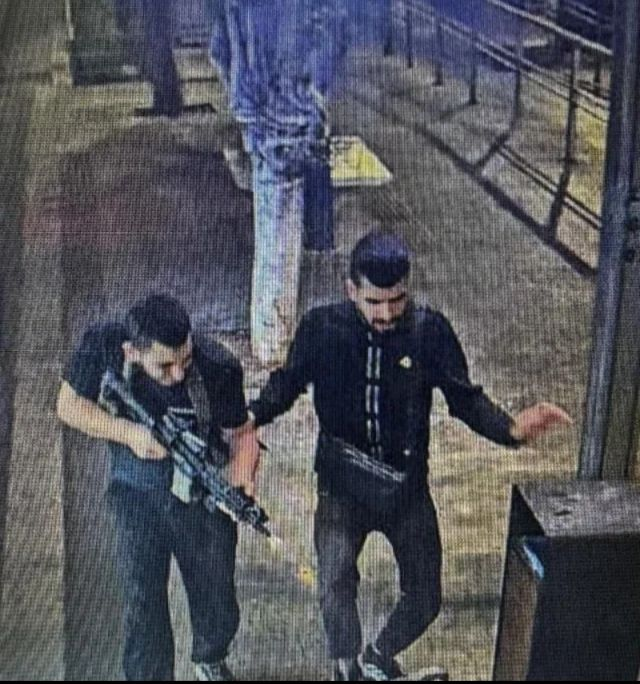
Die beiden Terroristen während der Tatausführung im Bereich der Stadtbahnstation Ehrlich

Beim Terroranschlag in Tel Aviv am 1. Oktober 2024 attackierten zwei Palästinenser, wovon einer mit einem Sturmgewehr und der andere mit einem Messer bewaffnet war, Passanten im Bereich einer Stadtbahnstation im Stadtteil Jaffa. Dabei wurden sieben Menschen getötet und 16 verletzt. Die beiden Täter wurden von Sicherheitskräften und bewaffneten Zivilisten angeschossen, wobei einer der Täter verstarb und der zweite festgenommen werden konnte. Die Terrororganisation Hamas übernahm die Verantwortung für den Anschlag, bei dem es sich um einen der opferreichsten Einzelangriffe der letzten Jahre in Israel handelte.

## Tathergang
Am Abend des 1. Oktober 2024, einen Tag vor dem jüdischen Neujahrsfest Rosch ha-Schana und wenige Minuten vor einem iranischen Raketenangriff auf Israel, betraten zwei dunkel gekleidete Männer nahe der Al-Nuzha-Moschee im Stadtteil Jaffa eine haltende Bahn an der Stadtbahnstation Ehrlich am Jerusalem-Boulevard, wobei einer der Männer das Feuer aus einem M16-Sturmgewehr eröffnete und der zweite mit einem Messer auf Personen einstach. Danach verließen sie die Bahn und setzten ihre Angriffe am Bahnsteig und entlang des Jerusalem-Boulevard fort. Abschnitte des Anschlags wurden von öffentlichen Überwachungskameras aufgenommen. Die Terroristen waren vor Beginn des Anschlags, trotz der offenen Trageweise des Sturmgewehrs, nicht aufgefallen. Das M16-Sturmgewehr wird von den israelischen Streitkräften verwendet und Reservisten ist es offiziell gestattet, ihre Waffen außerhalb der Dienstzeiten in der Öffentlichkeit, auch in Zivilkleidung, zu führen. Einer der Täter trug zudem eine Anstecknadel, die Solidarität mit den Israelis symbolisiert, die in Gaza von der Terrorgruppe Hamas als Geiseln gehalten werden. Eine Zeugin des Anschlags wurde die Turnerin Diana Svertzov, die 2023 zwei Weltmeistertitel und 2024 die olympische Silbermedaille in Rhythmischer Sportgymnastik gewinnen konnte.
Um 19:01 Uhr Ortszeit ging der erste Notruf beim Rettungsdienst MDA ein. Beide Angreifer konnten von Sicherheitskräften und bewaffneten Zivilisten angeschossen und überwältigt werden, wobei der 19-jährige Täter, der das Sturmgewehr verwendete, seinen Verletzungen erlag. An der Neutralisierung der Angreifer war ein IDF-Reservist beteiligt, der laut Medienberichten als Besucher das von der Hamas begangene Massaker beim Supernova-Festival 2023 überlebt hatte.

### Getötete Opfer
- Inbar Segev-Vigder (33), Inhaberin eines Fitness- und Pilates-Studios. Ihr neun Monate alter Sohn, den sie mittels Tragetuch mitführte, überlebte.[12]
- Victor Shimshon Green (33), lebte in einem Obdachlosenheim in der Stadt.[13]
- Revital Bronstein (24), die unter dem Pseudonym Navy Bird als Comiczeichnerin Bekanntheit erlangt hatte. Sie verfasste Comics für die Dimona Comix Group, war Teil des Londoner WIP Comics-Kollektivs, verfasste englischsprachige Lehrbücher, die über Amazon vertrieben wurden und studierte Informationswissenschaft an der Bar-Ilan-Universität, wobei ihre Arbeiten ein Publikum bis nach Japan erreichten.[14]
- Shahar Goldman (30), Profitänzerin aus Lod.[15]
- Nadia Sokolenco (40), gebürtige Moldauerin, hinterließ eine sechsjährige Tochter.[16]
- Ilia Nozadze (42), georgischer Staatsbürger, hinterließ zwei Kinder.[17]
- Jonas Chrosis (26), griechischer Staatsbürger, der in Jerusalem lebte und in Tel Aviv Architektur studierte.[18][19]

Die Verletzten wurden im Wolfson Medical Center in Cholon und dem Sourasky Medical Center in Tel Aviv behandelt.

## Ermittlungen und Folgen des Anschlags
Die palästinensische Terrororganisation Hamas bekannte sich zu dem Anschlag und bezeichnete die beiden Täter als Mitglieder ihrer Organisation. Laut Ermittlungen stammten die beiden palästinensischen Angreifer aus der Stadt Hebron im Westjordanland und waren 19 und 25 Jahre alt. Sie wurden von einem Netzwerk palästinensischer Fahrer von Hebron nach Bethlehem und dann nach Ostjerusalem sowie von dort aus trotz fehlender Aufenthaltserlaubnis über die sogenannte Grüne Linie nach Tel Aviv transportiert. Die beiden Terroristen trugen dunkle Kleidung und hatten zwei Rucksäcke dabei, in denen sich ein zerlegtes und in Hebron gekauftes M16-Sturmgewehr, Messer und Munition befanden. Nach der Einreise nach Israel ließ der erste Fahrer die beiden Terroristen, in das Taxi eines anderen Fahrers umsteigen. Laut Anklage hatte einer der Terroristen während der Vorbeifahrt am Bloomfield-Stadion den Fahrer gefragt, ob an diesem Abend ein Spiel stattfinde, was jedoch nicht der Fall war. Die Staatsanwaltschaft ging davon aus, dass die Terroristen das Sportstation sonst für ihren geplanten Massenanschlag als Ziel gewählt hätten. Nach der Ankunft in Jaffa betraten die beiden Terroristen die Al-Nuzha-Moschee, deponierten ihre Taschen in der Toilette und forderten die angetroffenen Menschen auf, die Moschee nicht zu verlassen. Von dort aus hätten sie dann ihren Angriff gestartet. Am 3. November 2024 gab die Staatsanwaltschaft bekannt, Anklage gegen den Besitzer eines Taxiunternehmens und zwei Taxifahrer wegen des Verdachts der Beihilfe zur Tötung der sieben Menschen erhoben zu haben und dass es sich dabei um einen Präzedenzfall handeln würde. Der Anklageschrift zufolge hatte das Taxiunternehmen begonnen, illegal Palästinenser ohne Einreisegenehmigung aus dem Westjordanland nach Israel zu transportieren, wobei sie auch den Transport potentieller Terroristen in Kauf genommen hätten.
Am 14. November 2024 gaben die Polizei und der Geheimdienst Schin Bet zudem bekannt, dass die Staatsanwaltschaft gegen den überlebenden Angreifer Anklage wegen sieben Fällen des schweren Mordes und zwölf Fällen des versuchten Mordes in Zusammenhang mit Terrorismus, illegale Einreise nach Israel und Waffentransport für terroristische Zwecke erheben werde. Der Ort des Anschlags wurde unter anderem vom Sicherheitsminister Itamar Ben-Gvir und dem Polizeipräsidenten Ya’akov Schabtai besucht. In der Nacht zum 5. März 2025 wurden die beiden Häuser der Terroristen in Hebron durch die IDF zerstört.